# Вікліна (Нижньосілезьке воєводство)
Вікліна (пол. Wiklina) — село в Польщі, у гміні Вонсош Ґуровського повіту Нижньосілезького воєводства.
Населення — 99 осіб (2011).
У 1975—1998 роках село належало до Лешненського воєводства.

## Демографія
Демографічна структура станом на 31 березня 2011 року:
|          | Загалом | Допрацездатний вік | Працездатний вік | Постпрацездатний вік |
| -------- | ------- | ------------------ | ---------------- | -------------------- |
| Чоловіки | 55      | 9                  | 40               | 6                    |
| Жінки    | 44      | 9                  | 23               | 12                   |
| Разом    | 99      | 18                 | 63               | 18                   |